# Angio-oedeem
Angio-oedeem (of Quincke's oedeem) (AE/QE)) is een abrupt optredende zwelling van weefsels, vooral in het gelaat en in de keel. Het ontstaan is vergelijkbaar met netelroos, maar de zwelling vindt dieper in de huid plaats, en houdt langer aan (zo'n 1-2 dagen). Meestal is er minder jeuk dan bij netelroos. De meeste patiënten met angio-oedeem hebben ook netelroosklachten. Bij zwellingen in de keel is er een risico op het ontstaan van ademhalingsmoeilijkheden.

## Oorzaken
Enkele mogelijke oorzaken van Angio-oedeem zijn:
- IgE-gemedieerde allergie
  - Pinda/noten
  - Bijen- of wespensteek
  - Vis/ schelpdieren
- Medicamenten
  - ACE-remmers
  - NSAID's zoals aspirine en ibuprofen
  - Röntgencontrastmiddelen
  - Penicilline
- Fysische oorzaken
  - Koude
  - Inspanning
  - Vibratie
- Erfelijke aanleg: C1-esterasedeficiëntie

Vaak is geen oorzaak aantoonbaar. Zie ook netelroos.

## Behandeling
De zwelling zal vanzelf weer verdwijnen. Maar bij het ontstaan van benauwdheidsklachten (zeldzaam) is er een medisch noodgeval. Intramusculair adrenaline is de belangrijkste behandeling. Corticosteroïden en antihistaminica kunnen dergelijke reacties ook tegengaan, maar zijn voor de wat langere termijn. Soms kan een intubatie nodig zijn.
Nadien zijn de belangrijkste acties:
- Nagaan of een oorzaak te herkennen is, en deze vermijden. De aanwijzingen hiervoor moeten vooral uit de anamnese, het verhaal van de patiënt, komen. Eventueel kunnen verdachte stoffen getest worden met allergietest. Vaak kan geen oorzaak gevonden worden.
- Vermijden van NSAID's en ACE-remmers.
- Een antihistaminicum kan het optreden van de klachten verminderen. In een enkel geval wordt prednisolon gegeven.
- In het geval van een ernstige allergie wordt aan patiënten soms een adrenaline-autoinjector (ook wel epipen genoemd) gegeven, om zichzelf bij een ernstige aanval te injecteren.